# Raffaele Andreoli
Raffaele Andreoli (Napoli, 5 ottobre 1823 – Napoli, 28 giugno 1891) è stato un letterato italiano.
Nel 1849 fu escluso dagli uffici pubblici per aver manifestato contro i Borbone. Nel 1860 divenne funzionario al ministero dell'interno e consigliere prefettizio a Torino, Firenze, Napoli, Venezia. Nel 1873 divenne segretario di Marco Minghetti, ma si ritirò dalla politica nel 1887. A lui dobbiamo un Vocabolario napoletano-italiano (1887) ed un commento alla Divina Commedia (1856).